# Seznam AAR oznak (T)

## T
- TACX - Transport Arts Corporation
- TAEA - Tangipahoa and Eastern
- TAG  - Tennessee, Alabama and Georgia Railway
- TANX - Transitank Car Leasing Corporation
- TARX - Sandersville Leasing, Inc.
- TASD - Terminal Railway Alabama State Docks
- TATX - Tanco Transportation Corporation
- TBCX - The Boeing Company
- TBOX - TTX Corporation
- TCAX - Transportation Corporation of America
- TCCX - TCCX Corporation
- TCDX - Tennessee Chemical Company
- TCG  - Tucson, Cornelia and Gila Bend Railroad
- TCGX - Tri-County Gas, Inc.
- TCIX - Trinity Chemical Leasing
- TCKR - Turtle Creek Industrial Railroad
- TCLX - Trinity Chemical Leasing
- TCMX - Transportation Company of America
- TCSX - Tank Car Services, Inc.
- TCT  - Texas City Terminal Railway
- TCWR - Twin Cities and Western Railroad
- TCX  - General American Transportation Corporation
- TECX - Texas Crushed Stone Company
- TEIX - Transportation Equipment, Inc.
- TELX - Penwalt Carriers Corporation; ELF Atochem North America, Inc.
- TEM  - Temiskaming and Northern Ontario
- TEMX - Temple-Eastex, Inc.
- TENN - Tennessee Railway
- TEXC - Texas Central Railroad
- TFM  - Grupo Transportación Ferroviaria Mexicana
- TGAX - Texasgulf, Inc.
- TGCX - PolyOne Company
- TGIX - Texasgulf, Inc.; PCS Phosphate Company
- TGOX - US Rail Services, Inc.
- TGPX - Tamak Transportation Corporation
- TGSX - Texasgulf, Inc.; Tg Soda Ash, Inc.
- THB  - Toronto, Hamilton and Buffalo Railway
- THRX - Transportation Company of America
- TILX - Trinity Industries Leasing
- TIMX - Trinity Industries Leasing
- TIPP - Tippecanoe Railway
- TIRL - Tonawanda Island Railroad
- TJRX - S. M. Brooks Company
- TKCX - Thiele Kaolin Company
- TKEN - Tennken Railroad
- TLCX - Pullman Leasing Company
- TLDX - Pullman Leasing Company; GE Capital Railcar Services
- TM   - Texas Mexican Railway
- TMAX - Tennessee River Pulp and Paper Company
- TMBL - Tacoma Municipal Belt Line Railway
- TMPX - Texas Municipal Power Agency
- TMRW - Tacoma Rail
- TMSS - Towanda-Monroeton Shippers Lifeline, Inc.
- TMT  - Trailer Marine Transportation Corporation
- TN   - Texas and Northern Railway
- TNCX - GE Rail Services
- TNM  - Missouri Pacific Railroad
- TNMR - Texas-New Mexico Railroad; Austin and Northwestern Railroad
- TOC  - Conrail
- TOE  - Texas, Oklahoma and Eastern Railroad
- TOV  - Tooele Valley Railway
- TP   - Missouri Pacific Railroad
- TPBX - General American Transportation Corporation
- TPCX - The Purdy Company
- TPFX - GE Rail Services
- TPIX - Tropicana Products Sales, Inc.
- TPPX - Thilmany Pulp and Paper Company
- TPRX - Texas Power and Light Company
- TPT  - Conrail
- TPTX - Trailer Train Company
- TPW  - Toledo, Peoria and Western Railroad; Atchison, Topeka and Santa Fe Railway
- TQEX - First Union Rail
- TR   - Tomahawk Railway
- TRAX - Railtex, Inc.
- TRBX - Timken Roller Bearing Company
- TRC  - Trona Railway
- TRCX - Treco Sales, Inc.
- TRE  - Trinity Railway Express
- TRGX - Terminal Grain Corporation
- TRIX - Midwest Energy Services Company
- TRLX - Texas Railcar Leasing Company
- TRMX - TRM Industries
- TRNX - Trinity Railcar Leasing Corporation
- TRPX - Tropigas, Inc., of Florida
- TRRA - Terminal Railroad Association of St Louis
- TRSX - GE Rail Services
- TRTX - W. J. Kirberger, Trustee
- TRUX - Midwest Bottle Gas Company
- TRYX - Tri-County Cooperative Association
- TS   - Tidewater Southern Railway
- TSBY - Tuscola and Saginaw Bay Railway
- TSE  - Texas Southeastern Railway
- TSPX - Texas Sulphur Products Company
- TSRD - Twin State Railroad
- TSU  - Tulsa-Sapulpa Union Railway
- TT   - Toledo Terminal Railroad
- TTAX - Trailer Train Company; TTX Corporation
- TTBX - Trailer Train Company
- TTCX - Trailer Train Company; TTX Corporation
- TTDX - Trailer Train Company
- TTFX - Trailer Train Company
- TTGX - Trailer Train Company; TTX Corporation
- TTHX - Trailer Train Company
- TTIS - Transkentucky Transportation Railroad
- TTIX - GE Rail Services
- TTJX - Trailer Train Company
- TTKX - Trailer Train Company
- TTLX - Trailer Train Company
- TTMX - Trailer Train Company
- TTNX - Trailer Train Company
- TTPX - Trailer Train Company
- TTR  - Tijuana and Tecate Railway; Talleyrand Terminal Railroad
- TTRX - Trailer Train Company
- TTSX - Trailer Train Company
- TTUX - Trailer Train Company
- TTVX - Trailer Train Company
- TTWX - Trailer Train Company; TTX Corporation
- TTX  - Trailer Train Company; TTX Corporation
- TUGX - Texas Utilities Generating Company
- TUST - Texarkana Union Station Trust
- TVAX - Tennessee Valley Authority
- TWGX - Tidewater Grain Company
- TWRY - Tidewater Railway
- TXIX - Texas Industries
- TXNW - Texas North Western Railway
- TXTC - Texas Transportation Company
- TXTX - Econo-Rail Corporation
- TYC  - Tylerdale Connecting
- TZPR - Tazewell and Peoria Railroad